# 荒木貞夫
荒木 貞夫（あらき さだお、1877年〈明治10年〉5月26日 - 1966年〈昭和41年〉11月2日）は、日本の陸軍軍人、政治家。犬養内閣・齋藤内閣の陸軍大臣、第1次近衛改造内閣・平沼内閣の文部大臣。位階勲等功級爵位は従二位勲一等功四級男爵。最終階級は陸軍大将。
陸軍発の社会の革新を訴える派閥「一夕会」の領袖として陸軍省を掌握。一夕会の分裂後は昭和維新を掲げる急進的な青年将校に担がれるが、二・二六事件により予備役編入。文相就任時の「皇道教育」導入により、極東国際軍事裁判ではA級戦犯として起訴、終身禁固刑を言い渡された。

## 生涯

### 生い立ち
1877年（明治10年）5月26日、東京都狛江市（出生当時は神奈川県多摩郡和泉村）に、小学校校長で、旧一橋家家臣だった荒木貞之助の長男として生まれる。誕生日は木戸孝允の命日でもある。日本中学を中退し、1897年（明治30年）11月、陸軍士官学校卒業（第9期）。近衛歩兵第1連隊に配属され、第16代連隊旗手をつとめる。
日露戦争中は、近衛後備混成旅団の副官として、梅沢道治少将に仕えた。旅団司令部には参謀の配置がないために、事実上の参謀役を務める。梅沢少将が無類の戦上手で、その旅団も「花の梅沢旅団」と称えられたために、荒木副官の名前も陸軍部内で注目を集めるようになった。
1907年（明治40年）11月、陸軍大学校を首席で卒業（「恩賜の軍刀」拝受）。
第一次世界大戦中はロシア従軍武官。シベリア出兵では特務機関長にて参加。その後、憲兵司令官等を歴任。

### 皇道派の代表格

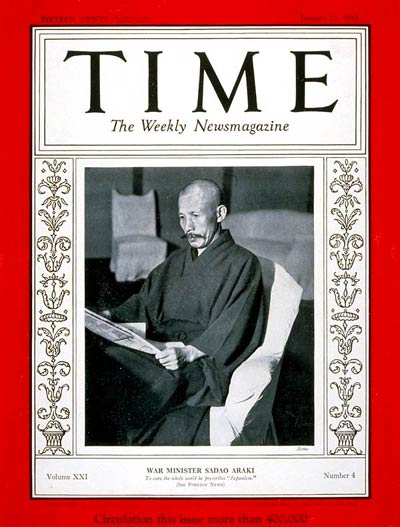
1933年、アメリカのタイム誌の表紙の荒木貞夫。

昭和初期の陸軍において、荒木は陸軍建軍以来の長州藩閥（およびそれを受け継ぐ宇垣閥）からの脱却および陸軍中枢からの社会の革新化を目指す将校の集まりである「一夕会」から、領袖として頼まれる存在であった。一方で荒木は、クーデターによる急進的な社会変革（昭和維新）を標榜する青年将校にも慕われており、出張の折りには、東京駅のホームは出迎えの青年将校で溢れ、さながら凱旋将軍のようであったという。
1929年（昭和4年）、陸軍首脳は「青年将校を煽動する恐れあり」という理由で、第1師団長であった真崎甚三郎を台湾軍司令官として追いやったが、そのときに荒木も左遷される予定であった。しかし、教育総監の武藤信義が「せめて荒木は助けてやってくれ」と詫びを入れる形で、荒木は第6師団長から教育総監部本部長に栄転し東京に残った。武藤はどちらかというと「反宇垣」で革新軍人の庇護者であったため、特に荒木を可愛がったらしい。
また荒木は、平沼騏一郎が司法官僚や陸海軍の高級軍人を集め組織化した国粋主義団体・国本社で、宇垣と共に理事をしており、平沼に心酔していた。1931年（昭和6年）7月16日の原田熊雄の『原田日記』によれば、その頃荒木は平沼を天皇の側近にするための宮中入り運動をしていたが、西園寺公望によって阻止されている。憲兵司令官時代から平沼や大川周明・北一輝・井上日召といった右翼方面の人物と交流を持っていたことから、1931年（昭和6年）、桜会がクーデターを企てた際（十月事件）は、橋本欣五郎から首相候補として担がれたが、荒木自身の反対や意見の非統一から計画は頓挫した。
満州事変真っ只中の同年12月に荒木は教育総監部本部長から、一夕会の永田鉄山や鈴木貞一らの働きかけで犬養内閣の陸相に就任した。参謀総長には閑院宮元帥を担ぎ出した上で、参謀本部の実質トップとなる参謀次長には真崎を台湾軍司令官から呼び戻して就任させた。荒木の人事は、自分の閥で要職を固め、過激思想の青年将校を東京の第1師団に集めた。
しかし、その一夕会は、荒木・真崎および取り巻きの青年将校と、荒木人事の凄まじさおよび青年将校の過激な思想を野放しにすることに反対する省内の幕僚クラスとの間に分裂が発生。特にその人事は、「清盛の専横」とか「驕る平氏も久しからず」という恨みの言葉がささやかれるほどであった。1933年5月頃には完全に分裂し、前者は皇道派、後者は統制派と呼ばれるようになった。しかし、過激青年将校や下士官に自重を求める荒木の人気は下降し、次第に四面楚歌に追いやられるようになった。自分で育て、利用してきた過激青年将校たちを、制御できなくなったのである。
対立が先鋭化する最中の1934年（昭和9年）1月、荒木は病気を理由に陸相を辞任する。荒木は後任の陸相に腹心の真崎を希望したが、自らが擁立したはずの閑院宮にも反対され、挫折した（統制派の林銑十郎教育総監が後任の陸相になり、真崎は教育総監に留まる）。退任後は軍事参議官に転補されたが、病気を理由に親補式に出席することはなかった。
1936年（昭和11年）の二・二六事件では、荒木配下の青年将校が遂に暴発する。この時、皇道派の首領として青年将校達を裏で支えていたのでは、という疑惑が持ち上がったが、軍の主要人物の中では一番明確に反乱将校に原隊復帰を呼びかけていた。しかし、荒木はこの事件後の粛軍によって予備役に退かされ、軍人としての第一線からは消えていった。

### 皇道教育の推進

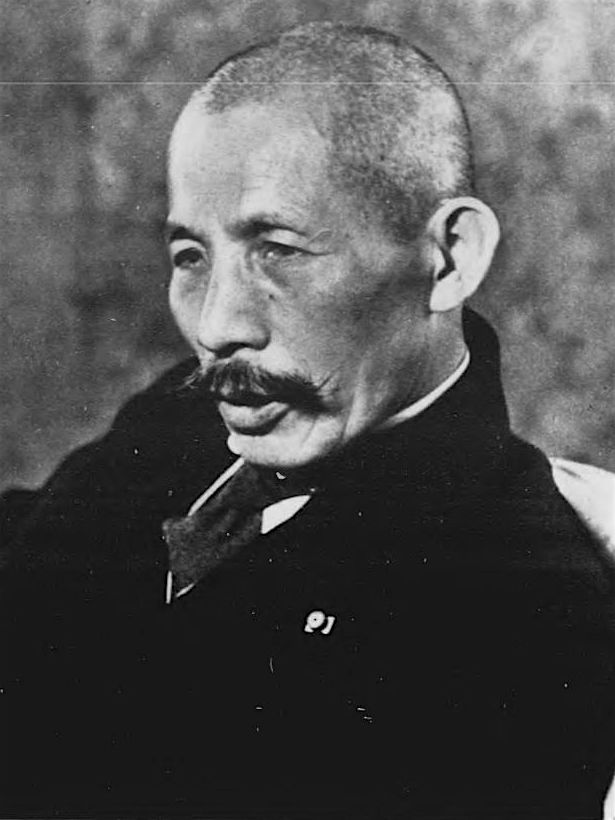
文部大臣当時の荒木

1933年（昭和8年）12月、法政大学顧問に就任。1937年（昭和12年）7月には法大予科の修身科講座の講師となり、「自由と進歩」を誇る法大に軍国色の強い学風を浸透させていった。
1938年（昭和13年）5月26日に、第1次近衛内閣の文部大臣に就任すると同時に、「皇道教育」の強化を前面に打ち出した。国民精神総動員の委員長も務め、思想面の戦時体制作りといったプロパガンダを推し進めた。この頃から、軍部の大学・学園への弾圧が始まり、人民戦線事件や平賀粛学に代表されるような思想弾圧が行われるようになった。
戦後の極東国際軍事裁判においては、文相時代の事柄にも重点が置かれることとなった。裁判の法廷において、証人として出廷した大内兵衛は、検事の尋問に応じて宣誓口供書を提出したうえで、弁護団の反対尋問で、軍事教育を通じて、軍部による学園弾圧が強化されていった過程を「1938年、荒木貞夫文相の時、各大学における軍事教育が一層強制的となり、軍部の学校支配が強化された」「軍事教練は、荒木さんが陸相当時、東大で採用するよう要求があった。この時東大は拒絶したが、1938年に荒木さんが文相になった時、軍事訓練は強制的となった」と証言している。
上記のようなことから、極東国際軍事裁判においても、検事から「荒木は侵略思想を宣伝し、教育・鼓吹した」と指摘されたが、荒木の弁護人である菅原裕は「荒木が宣伝したのは、侵略ではなく皇道であって、侵略思想とは正反対の日本古来の精神主義である」と全面的に否定している。

### 極東国際軍事裁判

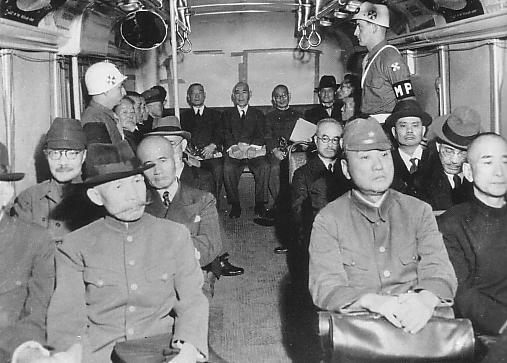
他のA級戦犯指名者らとともに護送される荒木（1946年5月3日）

1945年11月19日、連合国軍最高司令官総司令部は、日本政府に対し荒木ら11人を戦争犯罪人として逮捕し、巣鴨刑務所に拘禁するよう命令した。以後、A級戦犯として拘置されたまま極東国際軍事裁判に出廷。
裁判ではのらりくらりとしながらも、その堂々とした態度が他の被告人らを奮い立たせたとも言われ、非常に饒舌で罪状認否で起訴状の内容に対し無罪を主張して熱弁を振るい、ウィリアム・ウェブ裁判長から注意されたこともあった。一方で、重光葵の証言によれば、巣鴨プリズン内のアメリカ人憲兵の不遜な態度に反発するあまりに、親ソ的な言動をとるようになった。当初アメリカ人憲兵は荒木らA級戦犯に対し、非常に大らかな規律・姿勢で対応していたが、彼らの態度が日増しに尊大になっていくことを問題視し、一転して厳格な態度で接するようになったという。
極東国際軍事裁判において、判決時にはモーニング姿で被告席に現れた。終身禁錮刑の判決を受け服役する。木戸幸一・大島浩・嶋田繁太郎と並んで11人中5人が死刑賛成、といったわずか1票差で死刑を免れて終身刑の判決を受ける。

### 晩年
1955年（昭和30年）に病気のため仮出所し、その後釈放された。間もなく健康を回復。以後日本全国を回り、講演や近現代史研究のための史料調査などを行い、積極的に活動した。
1966年（昭和41年）10月末、奈良県吉野郡十津川村の招待で同村を訪問し、同村ゆかりの天誅組・十津川郷士関係の諸史料の調査と講演を行ったが、同年11月1日、宿泊先の「十津川荘」において心臓発作を起こす。当時の佐藤栄作首相へ
といった遺言を口述し、翌日死去した。享年90（満89歳没）。墓所は多磨霊園。
1967年（昭和42年）11月、一周忌に際し、十津川村は「荒木貞夫終焉之地碑」を建立。碑文は佐藤栄作の揮毫によるものである。十津川村の厚情に対し、遺族は貞夫の遺品となった「恩賜の軍刀」を村に寄贈。軍刀は現在十津川村歴史民俗資料館に展示されている。

## 家庭
妻の錦子は日本赤十字社篤志看護婦人会幹事、大日本国防婦人会副会長、陸海軍将校婦人会幹事長、東洋婦人教育会理事、柏葉婦人会評議員等を歴任。1909年（明治42年）、荒木は錦子との間に長男の貞發を儲けた。貞發は幼少時、父がロシア従軍武官となった際、父に連れられシベリアに同行している。その後貞發はロンドン大学を卒業し、日産自動車に勤務した。長女の薫子は陸軍中将、芝生英夫に嫁ぐ。芝生家は徳島県出身の士族、軍人の家系。

## 人物像

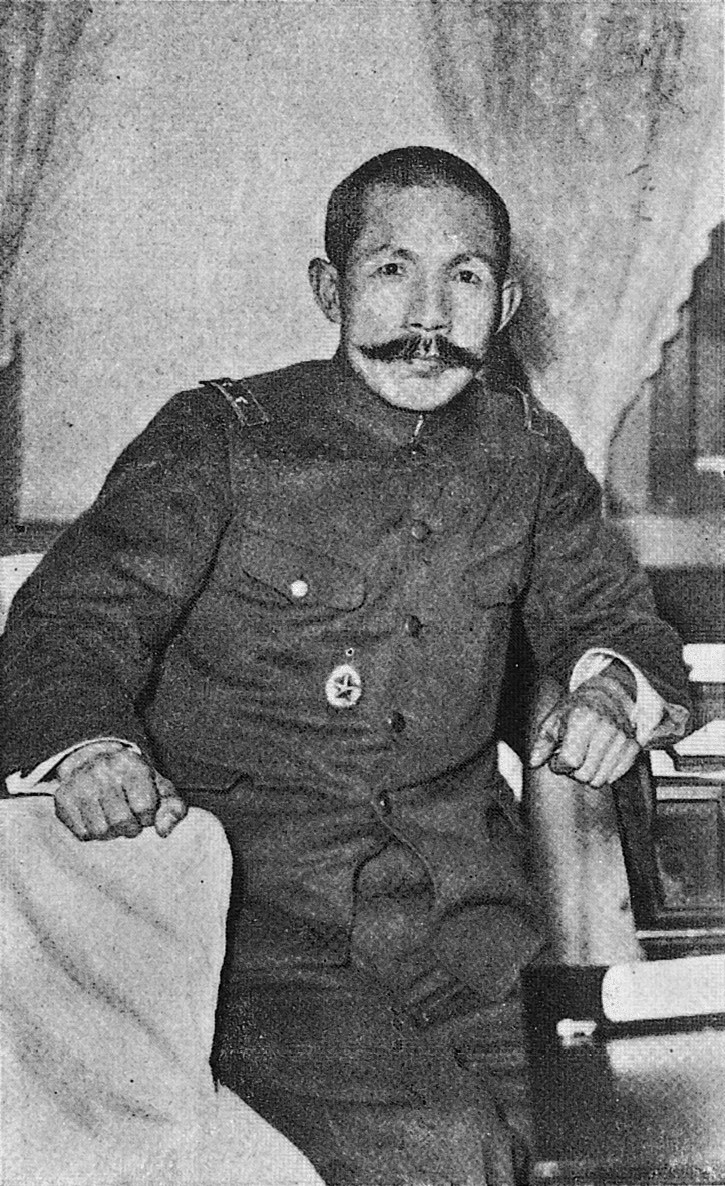
荒木貞夫

- おおらかな人柄であり、上意下達な陸軍の枠にとらわれないところがあった。陸大卒のエリート幕僚が多かった一夕会の領袖に担がれながら、格下の青年将校とも親しく交わり、宴席では多くの青年将校が座を共にした[注釈 1]。しかし、この寛大な態度が、青年将校の間に下克上の風潮を蔓延させ、二・二六事件へと至ることになる[11]。
- 一方で、陸相としての実務には疎く、予算の査定では海軍に丸め込まれて減額されるなど、幕僚クラスによっては「よい上司」ではなかった。元々は「非・長州」ということで一夕会に担ぎ出された荒木であったが、実務能力の欠如、および青年将校への甘い態度が幕僚の反発を招き、一夕会は皇道派と統制派へ分裂してゆくことになる[12]。
- 口癖は「非常時」「皇国精神」「皇軍」だった。それまで「国軍」という言い方が普通であった日本陸軍を、「皇軍」と称したのは荒木がはじめと言われる[13]。そのため、荒木のあだ名は「慢性非常時男」「精神家」（精神科とのシャレ）、あまりにも長いだらだらとしたスピーチも有名なため「牛のよだれ」などであった。1933年10月には外国人記者団との記者会見において、「竹槍三百万本あれば列強恐るるに足らず」と口にして座を呆然とさせた（竹槍三百万本論）。さらに来日中のジョージ・バーナード・ショーとの会談において日本人は地震によって強靭な精神を鍛えたのだと主張した（地震論）。このような非科学的な精神論を強調するその言動もまた、青年将校を惹きつける要因の一つであった。しかしその一方で、科学技術政策にも力を入れており、文相時代の1939年には海軍の平賀譲と共に科研費制度の創設に尽力した。
- 1932年春、フランスから来日したタブロイド誌「ル・プチ・パリジャン」特派員で女性ジャーナリスト・ルポライターのアンドレ・ヴィオリスからインタビューを受け、その模様は『1932年の大日本帝国』で描写されている[14]。
- 1933年（昭和8年）、大阪でゴーストップ事件が発生。陸相であった荒木は「陸軍の名誉にかけて大阪府警察部を謝らせる」と憤慨し、内務省と対立した[15]。
- 1935年（昭和10年）、荒木は男爵に列せられ華族となったが、大邸宅などは構えず、一家で東京・幡ケ谷の2階建て小家屋に住み続けた。ただ叙爵直後、宴席で芸者たちに「これからは男爵様と呼びなさい」と言うなど、新華族（成り上がり華族）特有のエピソードも残っている[16][要検証 – ノート]。実際には狛江に邸宅を建てておりここでアサヒグラフの取材に応じている。敷地は狛江弁財天池特別緑地保全地区の一部として整備されるまで遺族が保有していた[17][18]。
- 犬養道子の著書『花々と星々と』には、五・一五事件後に総理公邸を訪れた荒木陸相に、肉親の女性が「荒木さん、あんたがやった！」と迫ると「とたんに正装の大臣が崩折れて畳廊下に両手を突き、長い間背を震わせていた」と描写されている。
- 石原莞爾は荒木のことを徹底的に嫌っていた。皇道派でもそれと対立する統制派でもない石原は、思想的理由で荒木を嫌っていたのではなく、荒木の無責任と無能ぶりが我慢ならなかったようである。二・二六事件の只中、陸軍省で荒木と遭遇した当時陸軍大佐だった石原は荒木に向かって「馬鹿！お前みたいな馬鹿な大将がいるからこんなことになるんだ」と罵倒した。荒木が「何を無礼な！上官に向かって馬鹿とは軍規上許せん！」と言い返すと石原は「反乱が起こっていて、どこに軍規があるんだ」と猛然と言い返し、両者はあやうく乱闘になりかけたが、その場にいた安井藤治東京警備参謀長（東京警備司令部）が二人をおさえて何とか事なきを得た[19]。石原は真崎のことも嫌悪しており、真崎の差し出した握手を無視したこともあったという。
- 極東国際軍事裁判（東京裁判）における岡田啓介の証言によれば、陸相時代には天皇を退位させて、生後間もない皇太子を即位させる計画を持っていたという。また「熊沢天皇」こと熊沢寛道とのつながりも指摘されている。

## 年譜
- 1897年（明治30年）11月 - 陸軍士官学校卒業（9期）
- 1898年（明治31年）6月 - 少尉に進級。近衛歩兵第1連隊附。
- 1900年（明治33年）11月 - 中尉に進級。
- 1901年（明治34年）3月 - 陸軍中央幼年学校生徒隊附
- 1904年（明治37年）
  - 2月 - 近衛後備歩兵第1連隊中隊長
  - 5月 - 近衛後備混成旅団副官
  - 8月 - 大尉に進級。
- 1905年（明治38年）12月 - 近衛歩兵第1連隊附
- 1907年（明治40年）11月 - 陸軍大学校卒業（19期恩賜）。参謀本部出仕（ロシア駐在）。
- 1908年（明治41年）4月 - 参謀本部員
- 1909年（明治42年）
  - 11月 - 少佐に進級。
  - 12月 - ロシア駐在。
- 1912年（明治45年）5月 - ロシア公使館付武官補佐官
- 1913年（大正2年）4月 - 参謀本部員
- 1914年（大正3年）
  - 3月 - 陸軍省副官
  - 8月 - 陸軍大学校教官。
- 1915年（大正4年）
  - 4月 - ロシア出張。
  - 6月 - ロシア軍に従軍（ - 1918年（大正7年）4月）
  - 8月 - 中佐に進級。参謀本部附仰付（ハルビン特務機関）。
- 1918年（大正7年）
  - 7月24日 - 大佐に進級。関東都督府附。
  - 11月1日 - ウラジオストク派遣軍参謀
- 1919年（大正8年）7月25日 - 歩兵第23連隊長
- 1921年（大正10年）4月1日 - 参謀本部欧米課長
- 1923年（大正12年）3月17日 - 少将に進級。歩兵第8旅団長。
- 1924年（大正13年）
  - 1月9日 - 憲兵司令官
  - 5月 - 国本社理事
- 1925年（大正14年）5月1日 - 参謀本部第一部長
- 1927年（昭和2年）7月26日 - 中将に進級。
- 1928年（昭和3年）8月10日 - 陸軍大学校校長
- 1929年（昭和4年）8月2日 - 第6師団長
- 1931年（昭和6年）
  - 8月1日 - 教育総監部本部長
  - 12月13日 - 犬養内閣で陸軍大臣（ - 1934年（昭和9年）1月23日）
- 1932年（昭和7年）2月11日 - 『昭和日本の使命』発行　社會教育教會
- 1933年（昭和8年）10月20日 - 大将に進級。同年、法政大学顧問に就任[7]。
- 1934年（昭和9年）1月23日 - 軍事参議官
- 1935年（昭和10年）12月26日 - 男爵
- 1936年（昭和11年）3月10日 - 予備役編入
- 1937年（昭和12年）10月15日 - 内閣参議
- 1938年（昭和13年）5月26日 - 1939年（昭和14年）8月30日まで第1次近衛内閣・平沼内閣の文部大臣として国民の軍国化教育に邁進した。
- 1940年（昭和15年）1月20日 - 内閣参議（ - 7月22日）。

## 栄典
位階
- 1898年（明治31年）7月21日 - 正八位[20][21]
- 1901年（明治34年）2月28日 - 従七位[20][22]
- 1904年（明治37年）10月24日 - 正七位[20][23]
- 1909年（明治42年）12月20日 - 従六位[20][24]
- 1915年（大正4年）1月30日 - 正六位[20][25]
- 1918年（大正7年）8月30日 - 従五位[20]
- 1923年（大正12年）5月21日 - 正五位[20][26]
- 1927年（昭和2年）9月1日 - 従四位[20][27]
- 1929年（昭和4年）10月1日 - 正四位[20]
- 1931年（昭和6年）12月15日 - 従三位[20][28]
- 1933年（昭和8年）2月15日 - 正三位[20][29]
- 1939年（昭和14年）3月15日 - 従二位[20][30]

爵位
- 1935年（昭和10年）12月26日 - 男爵[20][31]

勲章等
| 受章年                    | 略綬 | 勲章名                   | 備考 |
| ------------------------- | ---- | ------------------------ | ---- |
| 1906年（明治39年）4月1日  |      | 勲五等双光旭日章         |      |
| 1906年（明治39年）4月1日  |      | 功五級金鵄勲章           |      |
| 1906年（明治39年）4月1日  |      | 明治三十七八年従軍記章   |      |
| 1912年（大正元年）8月1日  |      | 韓国併合記念章           |      |
| 1914年（大正3年）5月16日  |      | 勲四等瑞宝章             |      |
| 1915年（大正4年）11月10日 |      | 旭日小綬章               |      |
| 1915年（大正4年）11月10日 |      | 大正三四年従軍記章       |      |
| 1918年（大正7年）9月26日  |      | 勲三等瑞宝章             |      |
| 1920年（大正9年）11月1日  |      | 旭日中綬章               |      |
| 1920年（大正9年）11月1日  |      | 功四級金鵄勲章           |      |
| 1927年（昭和2年）9月6日   |      | 勲二等瑞宝章             |      |
| 1932年（昭和7年）1月15日  |      | 勲一等瑞宝章             |      |
| 1934年（昭和9年）4月29日  |      | 旭日大綬章               |      |
| 1940年（昭和15年）8月15日 |      | 紀元二千六百年祝典記念章 |      |

外国勲章佩用允許
| 受章年                   | 国籍           | 略綬 | 勲章名                       | 備考 |
| ------------------------ | -------------- | ---- | ---------------------------- | ---- |
| 1914年（大正3年）7月26日 | ロシア帝国     |      | ロマノフ皇帝治世三百年記念章 |      |
| 1916年（大正5年）2月15日 | ロシア帝国     |      | 神聖ウラヂミル剣付第四等勲章 |      |
| 1917年（大正6年）11月7日 | ロシア帝国     |      | 神聖アンナ剣付第二等勲章     |      |
| 1920年（大正9年）2月21日 | フランス共和国 |      | 銀色エトアル付クロアドケール |      |
| 1933年（昭和8年）7月25日 | ペルー共和国   |      | ソレイユ勲章グランクロア     |      |

## 著述
著書
- 『国防の基礎』国本社川越支部、1929年4月。NDLJP:1464757。
- 『昭和日本の使命』社会教育協会〈民衆文庫 第60篇〉、1932年2月。
  - 『昭和日本の使命』（第80版）社会教育協会〈民衆文庫 第60篇〉、1932年4月。NDLJP:1908664。
- 『国民更生の根本義』中央教化団体聯合会〈国民更生叢書 第3編〉、1932年10月。NDLJP:1270216 NDLJP:1437049。
  - 『国民更生の根本義』更生会、1935年11月。NDLJP:1445942。
- 『皇国の軍人精神』朝風社、1933年2月。NDLJP:1464302。
- 桜井美・渋井二夫 編『全日本国民に告ぐ』大道書院、1933年2月。
- 大阪毎日新聞社 編『非常時日本の同胞に愬ふ』大阪毎日新聞社・東京日日新聞社、1933年6月。NDLJP:1273244。
- 『荒木陸軍大臣閣下御講演要旨』岐阜県青年教育研究会〈時事問題講話資料 第6輯〉、1933年9月。NDLJP:1916794。
- 『非常時に際し国民教育者に覚悟を促す』大日本国防教育会、1933年12月。
- 『非常時の認識と青年の覚悟』文明社、1934年1月。NDLJP:1033698 NDLJP:1909111。
- 『危機を前に吾が同胞に愬ふ』愛国労働農民同志会本部〈愛国労働農民同志会論叢 第5輯〉、1935年2月。NDLJP:1272587。
- 『時局に対する所感』福岡県国防会、1935年5月。NDLJP:1272697。
- 松崎貞次郎 編『我か小同胞の為に 大切な今の心得に就て』無窮社、1935年9月。
- 『其後の荒木大将に聴く 記者と一問一答』秀光書房、1936年7月。
- 『世界の動向と日本（一）』日本パンフレツト協会出版部、1937年3月。NDLJP:1456106。
- 『世界の動向と日本（二）』日本パンフレツト協会出版部、1937年5月。NDLJP:1437875。
- 『軍・青年に与ふ』森田書房、1937年4月。NDLJP:1094711。
- 『何故戦争は不可避か？』皇文社、1937年7月。
- 『戦争』三笠書房、1937年8月。NDLJP:1455861。
- 『身を捨てゝこそ ‐戦争と国民の覚悟‐』三笠書房、1937年10月。
- 『戦争はどうなる ‐時局と国民の覚悟‐』東京朝野新聞出版部、1937年11月。NDLJP:1455548。
- 『鎖国日本より世界日本へ』奉仕会出版部、1938年2月。
- 『日本青年の道』三笠書房、1938年2月。
- 『非常時局に対して所信を述ぶ』国策研究社〈国策研究 第1輯〉、1938年8月。NDLJP:1273167。

寄稿
- 甲斐兼蔵 (1933). Sakura no kaori : the fragrance of cherry blossoms. Sanfrancisco: The Japanese American News（日米新聞社） - ハードカバー版内表紙題字が荒木の書になる。なお、序文は陸軍軍人兼貴族院議員菊池武夫による。

## 伝記
- 橘川学『荒木将軍の実像　その哲と情に学ぶ』泰流社、1987年